# Севортян, Эрванд Владимирович
Эрва́нд Влади́мирович Севортя́н (22 октября 1901, Ялта — 23 марта 1978, Москва) — советский языковед, тюрколог-компаративист, этимолог, педагог, организатор науки. Доктор филологических наук (1957), профессор МГУ (1969). Сотрудник Института языкознания АН СССР. Автор «Этимологического словаря тюркских языков» (ЭСТЯ; т. 1—3, 1974—1980). Заслуженный деятель науки РСФСР (1972). Член-корреспондент Турецкого лингвистического общества (1957).

## Биография
Армянин. В 1930 году окончил Крымский педагогический институт в Симферополе,
Окончив аспирантуру при Московском НИИ языкознания (ныне Институт языкознания РАН), с 1935 года работал там же старшим научным сотрудником. Затем в течение ряда лет был заведующим сектором тюркских языков Института языкознания АН СССР. Одновременно вёл активную педагогическую деятельность в целом ряде столичных вузов: преподавал в Московском институте философии, литературы и истории, Московском институте востоковедения, в Московском государственном университете (был деканом филологического отделения Института восточных языков при МГУ), Институте иностранных языков.
В 1957 году защитил докторскую диссертацию на тему «Аффиксальное глаголообразование в азербайджанском литературном языке».
Свои ранние исследования 1940—1950-х годов Севортян посвящал вопросам фонетического и грамматического строя крымскотатарского и турецкого языков, а также общей тюркологии. Опубликовал ряд работ по сравнительной грамматике тюркских языков (1955—1962). В программных статьях «О некоторых вопросах исторического изучения тюркских языков» (1960), «Современное состояние и некоторые вопросы исторического изучения тюркских языков в СССР» (1961) он определил основные методы и приёмы историко-лингвистических исследований.
В 1958 году Севортян приступил к подготовительной работе по составлению «Этимологического словаря тюркских языков» (ЭСТЯ; 1-8 тома, 1978—2008), ставшего главным делом его жизни. Под его руководством была проделана колоссальная работа: создана генеральная картотека, включающая помимо сопоставительного материала всех живых тюркских языков и их диалектов данные письменных памятников. Были тщательно разработаны основные принципы построения общетюркского историко-этимологического словаря, приёмы этимологического анализа и т. д.
До своей смерти в 1978 году Севортян успел осуществить издание 1-го тома, подготовку к печати 2-го, а также рукописей 3-го и 4-го томов. Дальнейшая работа была продолжена и завершена его сотрудниками и учениками.

## Педагогическая и организационно-общественная деятельность
Воспитал свыше 100 специалистов практически по всем тюркским языкам. В течение ряда лет был членом Лингвистической секции научно-технического совета при Министерстве высшего и среднего специального образования СССР, членом бюро Советского комитета тюркологов, членом редколлегии журнала «Советская тюркология».

## Основные работы
- Фонетика турецкого литературного языка. — Москва : Изд-во Акад. наук СССР, 1955.
- Аффиксы глаголообразования в азербайджанском языке. Опыт сравнительного исследования. — Москва : Изд-во восточной литературы, 1962.
- Аффиксы именного словообразования в азербайджанском языке. Опыт сравнительного исследования. — Москва : Наука, 1966.
- Этимологический словарь тюркских языков: общетюрк. и межтюрк. лекс. основы на буквы … / АН СССР. Ин-т языкознания. — Москва : Наука, 1974—1989. Т. 1: … на гласные. — 1974; Т. 2: Б. — 1978; Т. 3: В, Г и Д. — 1978; Т. 4: Җ, Ж и Й. — 1989.